# Ле-Мюи (кантон)
Ле-Мюи (фр. Le Muy) — упразднённый кантон на юго-востоке Франции, в регионе Прованс — Альпы — Лазурный Берег (департамент — Вар, округ — Драгиньян).

## Состав кантона
До марта 2015 года включал в себя 3 коммуны, площадь кантона — 199,58 км², население — 28 459 человек (2010), плотность населения — 142,59 чел/км².
| Коммуна           | Французское название  | Население, чел. (2012) | Площадь, км² |
| ----------------- | --------------------- | ---------------------- | ------------ |
| Ле-Мюи            | Le Muy                | 66,58                  | 9 327        |
| Пюже-сюр-Аржан    | Puget-sur-Argens      | 26,9                   | 6 915        |
| Рокбрюн-сюр-Аржан | Roquebrune-sur-Argens | 106,1                  | 12 155       |

29 марта 2015 года кантон официально упразднён согласно директиве от 27 февраля 2014, а коммуны административно переподчинены вновь созданным кантонам Рокбрюн-сюр-Аржан (Пюже-сюр-Аржан и Рокбрюн-сюр-Аржан) и Видобан (коммуна Ле-Мюи).